# John Turner
John Napier Turner (ur. 7 czerwca 1929 w Richmond, zm. 19 września 2020 w Toronto) – kanadyjski prawnik i polityk, premier Kanady z ramienia Partii Liberalnej od 30 czerwca do 17 września 1984.

## Życiorys
Urodzony w Richmond w Anglii, John Turner wyemigrował wraz z rodzicami do Kanady w 1932. Studiował na University of British Columbia, następnie na Oxford University i ostatecznie na paryskiej Sorbonie. Praktykował prawo w Toronto. W 1963 poślubił Geills McCrea Kilgour, z którą ma czworo dzieci.
W politykę zaangażował się w początku lat sześćdziesiątych. Pierwszy raz do Parlamentu Kanady został wybrany w 1962. Był członkiem gabinetu premiera Pierre Trudeau. W chwili odejścia Trudeau objął przewodnictwo Partii Liberalnej oraz fotel premiera, na którym zasiadał tylko kilka miesięcy. Przegrał wybory, oddając władzę Partii Konserwatywnej pod wodzą Briana Mulroneya. Pozostał liderem opozycji. Pozostając przywódcą swej partii jeszcze dwukrotnie został pokonany przez Briana Mulroneya w wyborach parlamentarnych w latach 1984 i 1988. W 1990 zrezygnował z przewodnictwa partii i wycofał się z polityki.